# Welcome 2 My Nightmare
| Recensione    | Giudizio |
| ------------- | -------- |
| AllMusic      |          |
| Rolling Stone |          |

Welcome 2 My Nightmare è il ventiseiesimo album in studio del cantante statunitense Alice Cooper, pubblicato il 13 settembre 2011.
Si tratta di un sequel dello storico album Welcome to My Nightmare datato 1975.

## Tracce
1. I Am Made of You – 5:32 (Alice Cooper, Bob Ezrin, Desmond Child)
2. Caffeine – 3:23 (Cooper, Ezrin, Tommy Henriksen, Keith Nelson)
3. The Nightmare Returns – 1:14 (Cooper, Ezrin)
4. A Runaway Train (feat. Vince Gill) – 3:51 (Cooper, Ezrin, Dennis Dunaway)
5. Last Man on Earth – 3:47 (Cooper, Ezrin, Piggy D, David Spreng)
6. The Congregation (feat. Rob Zombie) – 3:59 (Cooper, Ezrin, Henriksen)
7. I'll Bite Your Face Off – 4:25 (Cooper, Ezrin, Henriksen, Neal Smith)
8. Disco Bloodbath Boogie Fever (feat. John 5) – 3:35 (Cooper, Ezrin, Henriksen)
9. Ghouls Gone Wild – 2:33 (Cooper, Ezrin, Henriksen)
10. Something to Remember Me By – 3:16 (Cooper, Dick Wagner)
11. When Hell Comes Home – 4:29 (Cooper, Ezrin, Michael Bruce)
12. What Baby Wants (feat. Ke$ha) – 3:43 (Cooper, Ezrin, Henriksen, Kesha)
13. I Gotta Get Outta Here (feat. Vince Gill) – 4:20 (Cooper, Ezrin, Patterson Hood)
14. The Underture (strumentale) – 4:37 (Cooper, Ezrin, Henriksen, Child, Wagner, Jeremy Rubolino, Kelly Jay Fordham)

## Formazione
- Alice Cooper – voce, armonica
- Bob Ezrin – produzione

### Altri musicisti
- Tommy Henriksen – chitarre, basso, tastiere, cori
- Michael Bruce – chitarre, tastiere, cori (tracce 4, 7 e 11)
- Dennis Dunaway – basso, cori (tracce 4, 7 e 11)
- Neal Smith – batteria, percussioni, cori (tracce 4, 7 e 11)
- Steve Hunter – chitarre (tracce 1, 10, 11, 12 e 14)
- Keith Nelson – chitarre, cori (traccia 2)
- Desmond Child – chitarra solista (traccia 14)
- Tommy Denander – chitarre (traccia 1)
- Vince Gill – chitarra solista (tracce 4 e 13)
- Ke$ha – seconda voce (traccia 12)
- Rob Zombie – voce (traccia 6)
- John 5 – chitarre (traccia 8)
- Chuck Garric – basso
- Piggy D – basso (traccia 5)
- David Spreng – batteria (traccia 5)
- Kip Winger – cori (tracce 6 e 9)
- Patterson Hood – chitarra (traccia 13)
- Jimmy DeGrasso – batteria (traccia 13)

## Classifiche
| Classifica (2011)        | Posizione massima |
| ------------------------ | ----------------- |
| Australia                | 16                |
| Austria                  | 25                |
| Belgio (Fiandre)         | 80                |
| Belgio (Vallonia)        | 42                |
| Canada                   | 25                |
| Finlandia                | 17                |
| Francia                  | 73                |
| Germania                 | 26                |
| Italia                   | 60                |
| Norvegia                 | 23                |
| Nuova Zelanda            | 23                |
| Spagna                   | 74                |
| Stati Uniti              | 22                |
| Stati Uniti (hard rock)  | 6                 |
| Stati Uniti (rock)       | 11                |
| Stati Uniti (tastemaker) | 11                |
| Svezia                   | 19                |
| Svizzera                 | 49                |